# Sebastião Campos
Sebastião Campos (Pindorama, 12 de abril de 1930 - Santos, 01 de junho de 2025) foi um ator e locutor brasileiro.

## Biografia
Sebastião Campos nasceu em Pindorama. Filho de um ferróviário, na infância, dá provas de seus atributos artísticos ao montar peças teatrais na garagem do vizinho. Quando se muda para Araraquara (SP), organiza um grupo amador, chamado TECA, recebendo na época incentivos do Dr. Alfredo Mesquita, fundador da EAD-SP (Escola de Arte Dramática) e do diretor José Renato. Monta O Caso das Petúnias Esmagadas, de Tennessee Williams; Um Pedido de Casamento, de Anton Tchecov e O Protocolo, de Machado de Assis. Em 1957, ao largar o funcionalismo público, ingressa na EAD, estreando nesse mesmo ano como profissional no TBC (Teatro Brasileiro de Comédia) em Adorável Júlia, de Marc-Gilbert Sauvajon. Ainda no TBC atua em duas peças de Abílio Pereira de Almeida: Rua São Luiz, 27, 8o. Andar (1957) e A Dama de Copas (1958). Com o convite de Sandro Polônio, chega ao TPA (Teatro Popular de Arte/Cia Sandro-Maria encontrando seu primeiro grande sucesso com Gimba (1959), de Gianfrancesco Guarnieri, espetáculo que o leva em excursão por vários países europeus. Recebe manifestações favoráveis da crítica estrangeira, sendo na ocasião comparado ao ator Raf Vallone.
Manteve-se no palco, alternando peças no TPA e na Cia Nydia Lícia, integrando as montagens de Mirandolina (1960), de Carlo Goldoni, Desejo (1961), de Eugene O´Neill, A Castro, de Antonio Ferreira, Armadilha para um Homem Só, de Robert Thomas, Esta Noite Improvisamos, de Luigi Pirandello, Um Elefante no Caos, de Millôr Fernandes, O Marido vai à caça, de Georges Feydeau e várias outras peças bem sucedida.
Atuou na extinta Rede tupi e Rede Excelsior, também na Rede Record, TV Bandeirantes, TV Cultura e SBT.

## Morte
Faleceu em Santos no dia 1 de junho de 2025 em decorrência ao Mal de Alzheimer.

## Filmografia

### Televisão
| Ano       | Título                       | Personagem            | Notas                      |
| --------- | ---------------------------- | --------------------- | -------------------------- |
| 2002      | Marisol                      | Adolfo Valverde       |                            |
| 1998      | Meu Pé de Laranja Lima       | Caetano Pereira       |                            |
| 1998      | Teleteatro                   | Médico                | Episódio: "Alma Evenenada" |
| 1998      | Teleteatro                   | Francisco             | Episódio: "O Perdão"       |
| 1998      | Teleteatro                   | Pai de Glória         | Episódio: "A Mentira"      |
| 1997      | Chiquititas                  | Juiz Maia             |                            |
| 1997      | Os Ossos do Barão            | —                     | Participação Especial      |
| 1996      | Razão de Viver               | Pascoal Montenegro    |                            |
| 1985      | Uma Esperança no Ar          | —                     | Participação Especial      |
| 1983      | O Anjo Maldito               | Denis Amarante        |                            |
| 1982      | O Tronco do Ipê              | Domingos              |                            |
| 1982      | Pic Nic Classe C             | —                     |                            |
| 1981      | Partidas Dobradas            | —                     | [ 1 ]                      |
| 1979      | Cara a Cara                  | Raul Polandrini       |                            |
| 1979      | O Todo-Poderoso              | Queiroz               |                            |
| 1978      | Solar Paraíso                | Dr. Tancredo          |                            |
| 1978      | Roda de Fogo                 | Oswaldo               |                            |
| 1976      | Xeque-Mate                   | —                     | [ 2 ]                      |
| 1975      | Vila do Arco                 | João Pina             |                            |
| 1975      | O Sheik de Ipanema           | Dr. Itapegi           |                            |
| 1974      | O Machão                     | —                     |                            |
| 1973      | O Conde Zebra                | Tatá Champignon       |                            |
| 1973      | Vendaval                     | César                 |                            |
| 1972      | Quero Viver                  | Sérgio                |                            |
| 1972      | Vitória Bonelli              | Rodrigues             |                            |
| 1972      | Os Fidalgos da Casa Mourisca | Dr. Guilherme         |                            |
| 1972      | O Príncipe e o Mendigo       | Miles Hendon          |                            |
| 1971      | Sol Amarelo                  | Rodrigo Campos e Melo |                            |
| 1971      | Pingo de Gente               | Dr. Julião            |                            |
| 1971      | Editora Mayo, Bom Dia        | Jivago                |                            |
| 1970      | Mais Forte que o Ódio        | Henrique              |                            |
| 1970      | Tilim                        | Álvaro                |                            |
| 1969      | A Menina do Veleiro Azul     | Alex                  |                            |
| 1969      | Sangue do Meu Sangue         | Promotor              | [ 3 ]                      |
| 1966      | Ciúme                        | Eugênio               |                            |
| 1966      | A Ré Misteriosa              | —                     |                            |
| 1965      | Um Rosto Perdido             | César                 |                            |
| 1965      | A Cor de Sua Pele            | Caio Graco Barros     |                            |
| 1964      | TV de Vanguarda              | Vários personagens    |                            |
| 1959-1960 | Grande Teatro Tupi           | Vários personagens    |                            |

### Cinema
| Ano  | Título                                 | Personagem          | Notas                 |
| ---- | -------------------------------------- | ------------------- | --------------------- |
| 1999 | Contos de Lygia                        | —                   | Segmento: "A Fuga"    |
| 1983 | O Menino Arco-Íris                     | José                |                       |
| 1980 | Ato de Violência                       | Juiz                |                       |
| 1980 | Por Que as Mulheres Devoram os Machos? | —                   | Segmento: "As Amigas" |
| 1980 | Viúvas Precisam de Consolo             | —                   |                       |
| 1976 | O Sexualista                           | Anselmo             |                       |
| 1974 | O Clube dos Infiéis                    | Alberto             |                       |
| 1974 | O Signo de Escorpião                   | Mauro (Capricórnio) |                       |
| 1959 | Moral em Concordata                    | Juvenal             |                       |